# Commonwealth Bank
Commonwealth Bank (Commonwealth Bank of Australia (CBA), of CommBank) met hoofdzetel in Sydney is de grootste bank van Australië.
Deze bank is in 1911 opgericht en diende als de centrale bank van Australië van 1920 tot 1960. Dat eindigde bij de Reserve Bank Act van 1959, die deze functie overdroeg aan de Reserve Bank of Australia.
Vanwege de Brexit besloot de bank het Europese hoofdkantoor te verhuizen van Londen naar Amsterdam.